# 3472 Upgren
3472 Upgren este un asteroid din centura principală, descoperit pe 1 martie 1981 de Schelte Bus.